# أورسولا شميت
أورسولا شميت (بالألمانية: Ursula Thiess) هي ممثلة ألمانية، ولدت في 15 مايو 1924 بهامبورغ في ألمانيا، وتوفيت في 19 يونيو 2010 ببربانك في الولايات المتحدة.

## وصلات خارجية
- أورسولا شميت على موقع IMDb (الإنجليزية)
- أورسولا شميت على موقع مونزينجر (الألمانية)
- أورسولا شميت على موقع ألو سيني (الفرنسية)
- أورسولا شميت على موقع أول موفي (الإنجليزية)
- أورسولا شميت على موقع قاعدة بيانات الفيلم (الإنجليزية)
- أورسولا شميت على موقع كينوبويسك (الروسية)